# 梁如鵠
梁如鵠（越南语：／，1420年—1501年）為安南後黎朝長津縣（今海陽省嘉祿縣）紅蓼村人，曾二度出使中國明朝，帶回雕版刻字技術，因而被遵奉為越南刻字業的祖師爺。

## 生平
梁如鵠於後黎朝大和元年（1443年，明正統8年）長津縣（今海陽省嘉祿縣）紅蓼村出身。黎太宗（1434-1442）壬戌科（1442）及第，取得第一甲第三名為探花。後來，他奉命出使明朝，過程中學習了中國的雕版刻書技術。返國後傳授給鄉人，依樣刻經、史等書籍以印行流通。延寧6年（1459年，明天順3年）再度出使明朝，帶回了更純熟的技術，使得長津縣的刻工名滿越南天下。因此，梁如鵠遂被刻工們遵奉成刻字祖師爺，被當地人立廟供奉並被封為「梁大王」。

## 影響
後黎朝時期，越南運用雕版印刷技術大量刻印經史書籍。黎太宗、黎聖宗先後頒布《四書大全》版、五經版，黎聖宗甚至詔求遺書以藏於秘閣，故先代之抄本書往往間出。後黎朝最繁盛的時期當屬黎聖宗統治時期，同時也是雕版印刷技術在越南最發達的時期。大量書版出現，特於文廟造庫儲藏。此後越南印刷業獲得長足的發展，一切歸功於梁如鵠。

## 內部連結
- 印刷